# 布雷安堡
布雷安堡（法語：Château-Bréhain，法語發音：[ʃato bʁeɛ̃]）是法国摩泽尔省的一个市镇，属于萨尔堡-萨兰堡区。

## 地理
布雷安堡（48°54'14"N, 6°31'32"E）面积6.11 平方千米，位于法国大東部大區摩泽尔省，该省份为法国东北部内陆省份，是洛林的一部分，西南接默尔特-摩泽尔省，东临下莱茵省，北与卢森堡和德国接壤。
与布雷安堡接壤的市镇（或旧市镇、城区）包括：布雷安、希库尔、达兰、奥龙、瓦讷库尔。

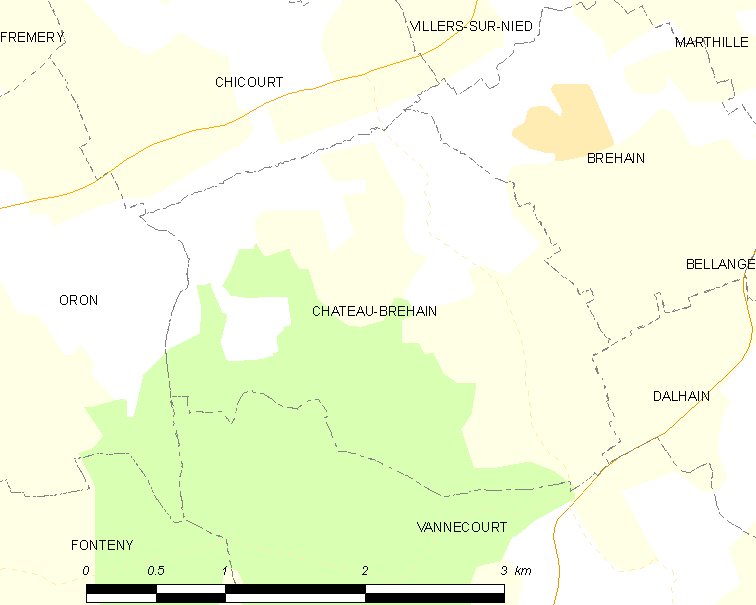
布雷安堡的OSM定位图

布雷安堡的时区为UTC+01:00、UTC+02:00（夏令时）。

## 行政
布雷安堡的邮政编码为57340，INSEE市镇编码为57130。

## 政治
布雷安堡所属的省级选区为索努瓦县。

## 人口

1962-2008年间布雷安堡人口变化图示

布雷安堡于2022年1月1日时的人口数量为70人。